# Angelika Hauser-Dellefant

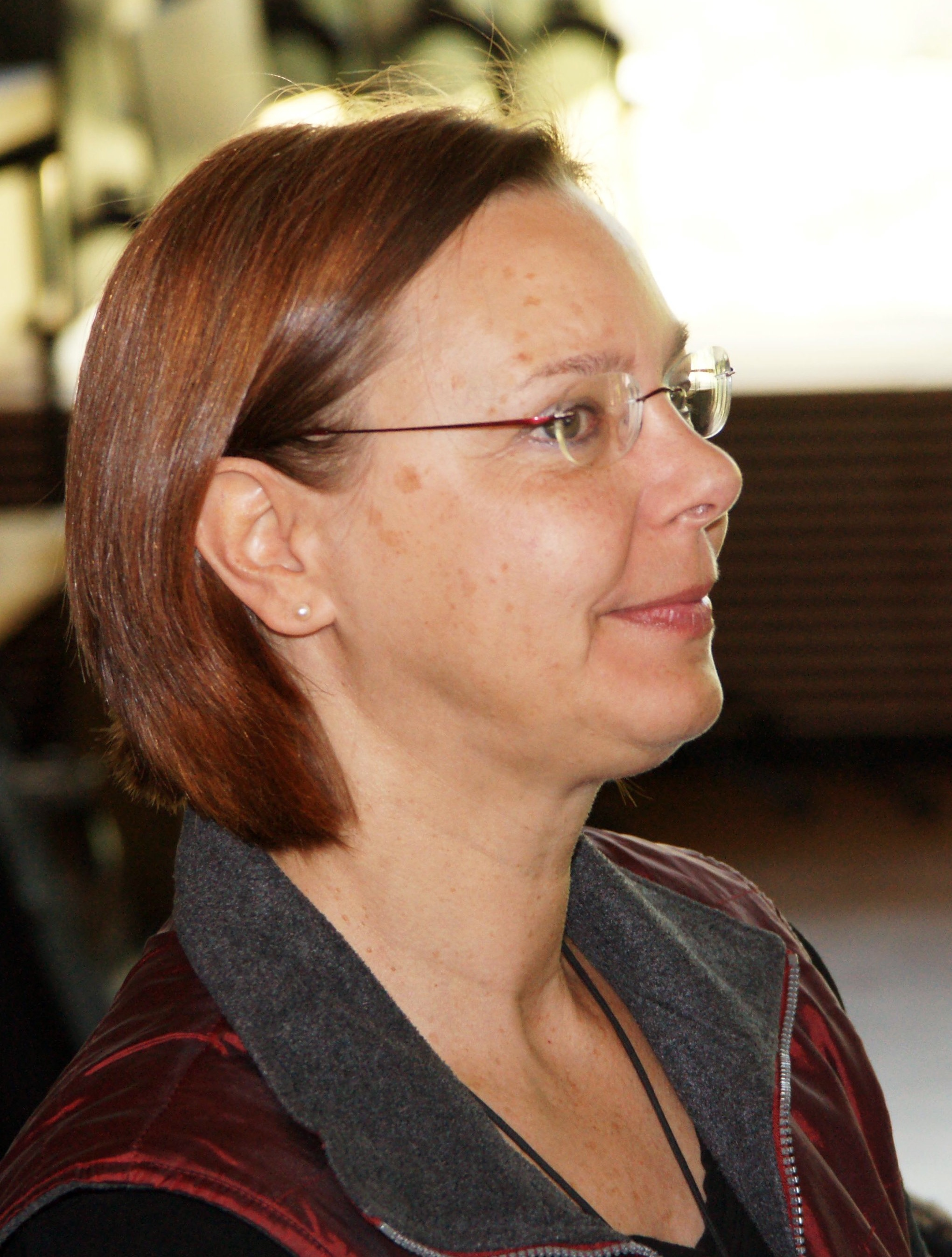
Hauser-Dellefant, 2010

Angelika Hauser-Dellefant (* 11. August 1957 in Konstanz) ist eine deutsche Universitätsprofessorin für Musik- und Bewegungspädagogik (Rhythmik) und war langjährige Leiterin (2002–2022) des Instituts für Musik- und Bewegungspädagogik/Rhythmik sowie Musikphysiologie an der Universität für Musik und darstellende Kunst Wien in Österreich.

## Ausbildung und Beruf
Nach ihrer Schulbildung am Ellenrieder-Gymnasium in Konstanz und Unterricht am Klavier und in Perkussion absolvierte Hauser-Dellefant das Studium für Rhythmik an der Hochschule für Musik und Theater Hannover und das Studium des Bewegungstheaters bei Jacques Lecoq, Philippe Gaulier und Monique Pagneux in Paris, das sie mit einem Diplom in imaginativer Bewegungspädagogik abschloss. Ferner absolvierte sie eine Ausbildung in Bewegungslehre (Franklin-Methode).
1982 übersiedelte sie von Paris nach Wien und unterrichtet seitdem an der Universität für Musik und darstellende Kunst Wien vielfältige Fächer wie Rhythmik, Bewegungstechnik, Bewegungsimprovisation, Klavierimprovisation, Didaktik der Rhythmik, Bewegungslehre und Didaktik der Bewegungserziehung. Von 1992 bis 2005 unterrichtete sie auch an der Abteilung für zeitgenössischen Tanz an der Anton Bruckner Privatuniversität in Linz.

## Akademische Tätigkeit
Von 2002 bis 2022 war Hauser-Dellefant Leiterin des Instituts für Musik- und Bewegungspädagogik/Rhythmik sowie Musikphysiologie (bis 2014 auch inklusive der Abteilung Musiktherapie). Dieses staatliche Ausbildungsinstitut bietet mit ein breit gefächertes Lehrveranstaltungsangebot im künstlerischen, pädagogischen, therapeutischen und wissenschaftlichen Bereich.
Die Abteilung Musik- und Bewegungserziehung (Rhythmik) des Instituts ist die weltweit größte Ausbildungsstätte für rhythmisch-musikalische Erziehung (Rhythmik) und feierte 2009 ihr 50-jähriges Jubiläum.
Sie ist Mitglied der österreichischen Gesellschaft für Musik und Medizin (Musikermedizin, Musikphysiologie, Musikpsychologie), Beirätin im österreichischen Berufsverband für Rhythmik/Musik- und Bewegungspädagogik und Member der International drama/theatre and education association IDEA.

## Künstlerische Tätigkeit
Der Schwerpunkt ihrer künstlerischen Tätigkeiten liegt im interdisziplinären Bereich von Musik-Tanz-Sprache-bildende Kunst als Performerin, Regisseurin oder Trainerin in Kooperation mit anderen Kunstschaffenden. Bekannt sind u. a. auch ihre Kompositionen mit Bodypercussion.
Hauser-Dellefant leitet internationale Workshops mit Kindern, Jugendlichen und Erwachsenen und hält Fachvorträge im Bereich Rhythmik und Bewegungstheater.

## Publikationen (Auswahl)
- A arte cria pontes: sobre um encontro artistico entre dois continentes Hauser-Dellefant A., in: Arkhetypos Grupo de teatro - encontros e atravessamentos Robson Haderchpek (Hrsg.), Fortunella, Natal/Brasilien, 2017, ISBN 978-85-69779-08-7, e-ISSN: 2595-4024
- Training Ritmico Hauser-Dellefant A., Beitrag in: Eruzioni Festival d’Arte Teatrale, Arte Tipografica Editrice, Napoli 2007, ISBN 978-88-89776-64-3
- Erleben von Rhythmen durch Bewegung Hauser-Dellefant A., Beitrag in: Elementare Musikalische Bildung, Hg. Franz Niermann, Universal Edition Wien 1997, ISBN 3-7024-0230-6

## Interviews
- Intensive Präsenz und ein strahlendes Lächeln. Im Gespräch mit Angelika Hauser-Dellefant. Interview von Christine Winter (ehemalige Fachinspektorin für Musik in Wien) mit Angelika Hauser-Dellefant. In: Musikpädagogik/AGMÖ, Oktober 2023 (ZVR Nr: 784126252)
- Interview mit Angelika Hauser-Dellefant, geführt von Meike Schmitz. In: Rhythmik MB forum_Austria, Jahresbericht des ÖBR 2023 (ZVR Nr: 542048613)

## Filme
- Introducing and reflecting on the 2nd International Conference of Dalcroze Studies (ICDS2)